# CA Excursionistas
Der Club Atlético Excursionistas ist ein argentinischer Fußballverein aus dem Stadtteil Belgrano der Hauptstadt Buenos Aires. Der Verein wird auch Excursio oder El Verde genannt.

## Geschichte
Der Verein wurde 1910 in Belgrano, einem Stadtteil von Buenos Aires, gegründet. Der Name „Excursionistas“ wurde aufgrund der Wettkampfausflüge der Gründer zum Río Paraná und der Isla Maciel gewählt. Zunächst hieß der Verein „Club Unión Excursionistas“. Die erste Trikotfarbe war grün mit einem horizontalen weißen Streifen, was sich auf die Tischdecken der Picknicks bezog.
Der Verein nahm 1911 erstmalig an einem Turnier teil und spielte seine Heimspiele im Estadio Club Florida. Vor der Saison 1912 erwarb der Verein ein Gelände im Stadtteil Belgrano, wo das heutige Estadio de Excursionistas gebaut wurde. 1916 stieg die Mannschaft in die zweite Division auf, nachdem sie Palermo mit 1:0 besiegt hatte. 1919 änderte der Verein seinen Namen in "Club Atlético Excursionistas" und modifizierte das Trikot mit vertikalen weißen und grünen Streifen.
1924 gewann Excursionistas mit 2:1 gegen Talleres de Remedios de Escalada, wurde damit Meister und stieg in die Primera División auf. 1931 wurde Torwart Fortunato Grimoldi in die Nationalmannschaft Argentiniens berufen. 1934 fusionierte der argentinische Fußballverband mit der Liga Argentina de Football, was dazu führte, dass Excursionistas zusammen mit anderen Vereinen in die zweite Division abstieg.
In den 1970er Jahren stieg Excursionistas bis in die Primera C ab und blieb dort bis 1995, als es in die Primera B aufstieg. In der Saison 1998/99 hatte das Team eine starke Bilanz mit 16 ungeschlagenen Spielen. Die folgende Saison erzielte das von Néstor Rapa trainierte Team zehn aufeinanderfolgende Siege, wurde jedoch aufgrund von Ausschreitungen der Fans mit einem Punktabzug bestraft und verpasste dadurch den Aufstieg. 2001 gewann Excursionistas die Clausura-Meisterschaft, verpasste jedoch in den anschließenden Play-off-Spielen den Aufstieg, nachdem es im Halbfinale gegen Deportivo Laferrere ausgeschieden war. 2016 wurde Excursionistas Meister der Primera C und sicherte sich den einzigen Aufstiegsplatz zur Primera B Metropolitana. Der herausragende Spieler war Leonardo Ruiz, der mit 16 Toren Torschützenkönig wurde. Es folgte der direkte Wiederabstieg in die Primera C, in der Excursionistas bis zum Aufstieg 2023 blieb. Mit dem Finalsieg im Oktober 2023 gegen San Martín de Burzaco gelang Excursionistas die Rückkehrt in die Primera B Metropolitana.

## Stadion
Seine Heimspiele trägt Excursionistas im 7200 Zuschauer fassenden Estadio de Excursionistas aus. Das Stadion wurde 1912 eröffnet.

## Rivalität
Hauptrivale des Vereins sind die Defensores de Belgrano, die mit Excursionistas den Clásico del Bajo ausspielen. Der Name des Derbys leitet sich von den beiden Heimatstadtteilen Bajo Belgrano (Excursionistas) und Bajo Núñez (Defensores de Belgrano) ab.

## Erfolge
- Meister der División Intermedia: 1924
- Meister der Primera C: 1926, 2016, 2023